# أوجله
أوجله (به عربی: أوجلة) یک منطقهٔ مسکونی در لیبی است که در برقه واقع شده‌است.